# Ken Iwase
Ken Iwase (født 8. juli 1975) er en tidligere japansk fodboldspiller og træner.
Han har spillet for flere forskellige klubber i sin karriere, herunder Urawa Reds og Omiya Ardija.
Han har tidligere trænet Kashiwa Reysol.